# Uraufnahme

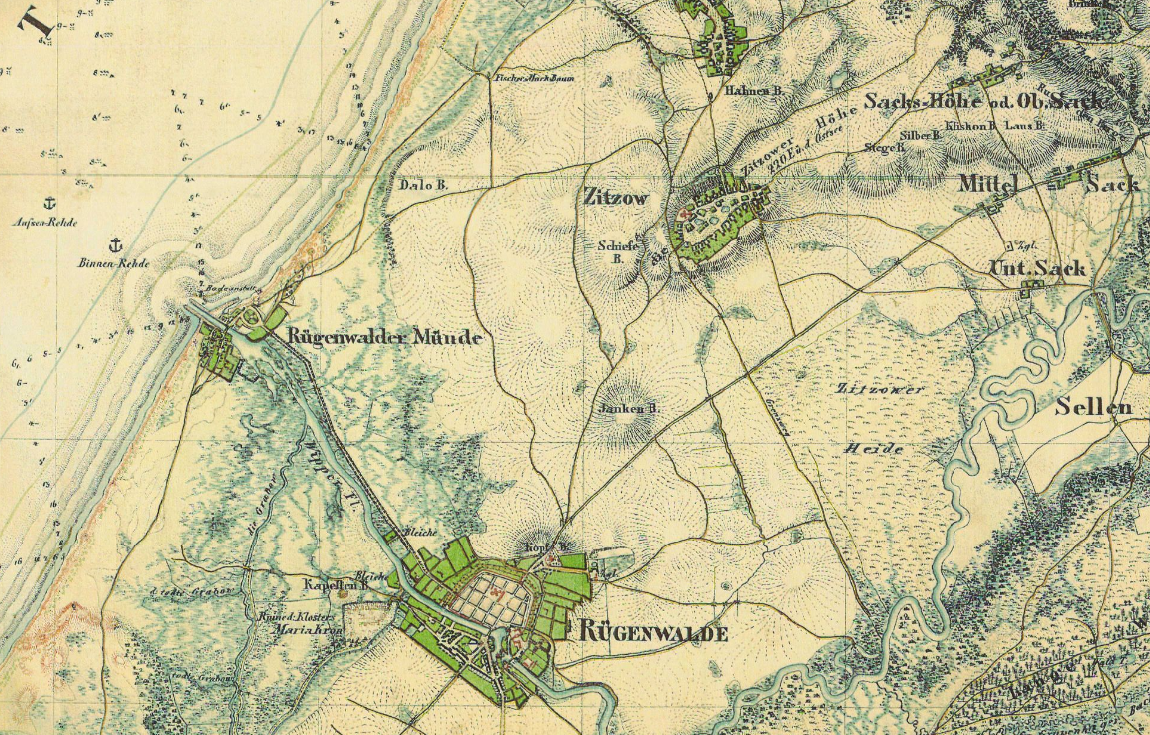
Fragment arkusza mapy powstałej w wyniku pomiaru Uraufnahme, przedstawiający miasto Rügenwalde (dziś Darłowo) i najbliższe okolice.

Uraufnahme (niem. „ujęcie pierwotne”) – pomiar geodezyjny Prus, przeprowadzony w latach 1830-1865. W wyniku pomiaru powstało ponad 2 000 ustandardyzowanych arkuszy map topograficznych w skali 1 : 25 000. Głównym odbiorcą map było wojsko, toteż prace nad nimi odbywały się pod nadzorem szefa Sztabu Generalnego, Karla von Müfflinga. Mapy te, nazywane dziś Urmesstischblatt, były pierwszymi ujednoliconymi mapami Prus – tworzono je wg wzorca przyjętego już w 1818 – i są prekursorami map Messtischblatt, wydawanych do 1944 roku. Stanowią istotne źródło do badań nad naturalnymi i antropogenicznymi przekształceniami przestrzeni, a także, ze względu na dużą szczegółowość w tym zakresie, do analizy nazw miejscowych, terenowych i wodnych w ówczesnych granicach Prus.